# Benben
Benben je bil grič, ki se je dvignil iz prvobitnih voda Nu, na katerega se je po  heliopolski različici mita o nastanku sveta naselil  bog stvarnik Atum. Benben ali piramidion  je tudi vršni kamen egipčanske piramide ali obeliska.

## Prvobitni grič
V piramidnih besedilih, na primer v izjavah 587 in 600, se sam Atum včasih imenuje  »grič«. V njih je rečeno, da se je spremenil v majhno piramido v Heliopolisu (egipčansko Annu ali Iunu), v katero se je naselil. V drugih mestih so razvili lastne mite o prvobitnem griču. V Memfisu je bil poosebljenje prvobitnega griča Tatenen,  bog zemlje in stvarnik vseh stvari v obliki hrane in živil, božanskih daritev in vseh drugih dobrin. 

## Kamen
Kamen benben, imenovan po Atunovemu griču, je bil svet kamen v Rajevem templju v Heliopolisu (egipčansko Annu ali Iunu). Stal je na mestu, kamor so padli prvi jutranji sončni žarki.  Domneva se,  da je bil prototip kasnejših obeliskov in vršnega kamna velikih piramid. Kot vršni kamen se imenuje tudi piramidion. Piramidioni so bili verjetno pozlačeni, da so se svetili v sončni svetlobi. Veliko benbenov, pogosto popisanih in poslikanih, je v različnih muzejih po celem svetu.
V Heliopolisu so častili tudi feniksa, ptiča Benuja, za katerega so verjeli, da živi v Benbenu ali na sveti vrbi. Izrek 600 v § 1652 piramidnih besedil govori o Atumu kot »ti vzideš kot Benben v Benujevem dvorcu v Heliopolisu«.

## Zgodovinski razvoj
Benben se je od samega začetka upodabljal na dva načina: kot koničasto piramidasto telo, ki je verjetno postalo model za kasnejše piramide in obeliske,  ali kot na vrhu zaobljeno telo. Iz slednjega je verjetno izviral benben kot prostostoječ votivni objekt in predmet čaščenja.
V obdobju Pete dinastije (zgodnje 25. stoletje-sredina 24. stoletja pr. n. št.) se je upodabljanje benbena formaliziralo v čokat obelisk. V  Srednjem kraljestvu (okoli 2055-okoli 1650 pr. n. št.) se je iz njega razvil dolg vitek obelisk. 
V grobnici glavnega Amonovega svečenika Panehesija iz amarnskega obdobja je benben oblikovan kot velika stela z zaobljenim vrhom, stoječa na dvignjenem podstavku.